# Potatiskräfta
Potatiskräfta (Synchytrium endobioticum) är en svampart som först beskrevs av Schilb., och fick sitt nu gällande namn av Percival 1909. Potatiskräfta ingår i släktet Synchytrium och familjen Synchytriaceae.  Arten är reproducerande i Sverige. Inga underarter finns listade i Catalogue of Life.
Potatiskräfta yttrar sig som vita vårtlika utväxter på rothals, utlöpare, rötter och knölar på potatis. De förstoras och antar efterhand en mörkbrun färg och oregelbunden form, liknande jordklumpar. Sjukdomen rapporterades första gången i Ungern 1896. Den kom 1912 till Sverige och drabbade då Södermanland, men man lyckades utrota sjukdomen. 1928 återkom den dock med ett nytt angrepp. Potatiskräfta är en av de mest fruktade potatissjukdomarna och omfattas av växtskyddslagstiftningen vilket innebär att förekomst måste anmälas till länsstyrelsen.